# Dinukleotyd nikotynoamidoadeninowy
Dinukleotyd nikotynoamidoadeninowy (NADH – forma zredukowana, NAD+ – forma utleniona) – organiczny związek chemiczny, nukleotyd pełniący istotną rolę w procesach oddychania komórkowego. Różne pochodne tego związku są akceptorami elektronów i protonów w procesach utleniania komórkowego. Pełnią też rolę koenzymów oksydoreduktaz.
Dinukleotyd nikotynoamidoadeninowy występuje w organizmach żywych w postaci utlenionej (NAD+ i NADP+) oraz zredukowanej (NADH i NADPH).
- NAD+ – forma utleniona
- NADP+ – 2'-fosforan formy utlenionej
- NADH – forma zredukowana
- NADPH – 2'-fosforan formy zredukowanej

## NAD+/NADH
Cząsteczka NAD jest dinukleotydem składającym się z reszt adenozyno-5'-monofosforanu i nukleotydu nikotynoamidowego połączonych ze sobą wiązaniem bezwodnikowym. Cząsteczka NAD+ wiąże jeden proton i dwa elektrony, w wyniku czego reszta amidu kwasu nikotynowego ulega redukcji:
Z kolei forma zredukowana, NADH, jest utleniana na kompleksie I łańcucha oddechowego. W wyniku przenoszenia elektronów przez kolejne elementy łańcucha oddechowego zostaje wytworzony gradient elektrochemiczny zamieniany przez syntazę ATP na energię zmagazynowaną w ATP.

## NADP+/NADPH

Struktura NADPH (tetraanion)

NADP+/NADPH różni się od NAD+/NADH obecnością reszty fosforanowej w pozycji 2' pierścienia rybozy nukleotydu adeninowego.
NADP+ jest także akceptorem protonu i elektronów w reakcjach redukcji, w ten sposób powstaje NADPH, wytwarzany przez reduktazę ferredoksyna-NADP+ w fazie jasnej fotosyntezy. Powstały NADPH wykorzystywany jest do syntezy aldehydu 3-fosfoglicerynowego, który jest prekursorem glukozy w cyklu Calvina.
NADPH wytwarzany jest także w szlaku metabolicznym określanym jako szlak pentozofosforanowy. Jest on następnie zużytkowywany w różnych reakcjach redukcji, głównie w przebiegu biosyntezy kwasów tłuszczowych i cholesterolu.

### Wybrane reakcje redukcyjne w organizmie ludzkim z udziałem NADPH
Z zakresu metabolizmu węglowodanów:
- redukcja galaktozy do galaktitolu katalizowana przez reduktazę aldozolową[5],
- reakcja katalizowana przez oksydazę NADPH (przejście z tlenu cząsteczkowego do anionorodniku ponadtlenkowego[6]),
- redukcja glutationu[7],
- redukcja FAD w mikrosomalnym cyklu hydroksylacyjnym[8],
- biosynteza długołańcuchowych kwasów tłuszczowych[9],
- redukcja w mikrosomalnym układzie elongazy[10],
- redukcja alfa-ketoglutaranu do izocytrynianu jako wariant (używany przy reakcji katalizowanej przez dwie z trzech izoform enzymu)[11].

W tym z zakresu syntezy i modyfikacji cholesterolu:
- redukcja HMG-CoA do mewalonianu w cytoplazmie[12],
- synteza skwalenu z difosforanu farnezylu[13],
- reakcja katalizowana przez epoksydazę skwalenową (przekształcenie skwalenu w tlenek skwalenu),
- przekształcenie tlenku skwalenu w lanosterol,
- cztery z pięciu reakcji prowadzących do przemiany lanosterolu w cholesterol[14],
- 7α- i 12α-hydroksylacja cholesterolu z kofaktorem witaminą C,
- 20α- i 22α-hydroksylacja cholesterolu do pregnenolonu[15].

Z zakresu metabolizmu związków azotowych:
- redukcja tioredoksyny potrzebnej do redukcji NDP do dNDP[16],
- redukcja biliwerdyny[17],
- redukcyjne aminowanie alfa-ketoglutaranu do glutaminianu[18],
- synteza sfinganiny z 3-keto-sfinganiny[19],
- redukcja folianu i jego pochodnych,
- synteza tlenku azotu,
- redukcja uracylu i tyminy[20].